# Seznam nemških športnikov
Seznam nemških športnikov je krovni seznam.

## Seznami
- seznam nemških alpinistov
- seznam nemških alpskih smučarjev
- seznam nemških atletov
- seznam nemških badmintonistov
- seznam nemških bodibilderjev
- seznam nemških boksarjev
- seznam nemških deskarjev na snegu
- seznam nemških dirkačev
- seznam nemških golfistov
- seznam nemških hokejistov na ledu
- seznam nemških hokejistov na travi
- seznam nemških hokejistov
- seznam nemških igralcev ameriškega nogometa
- seznam nemških bejzbolistov
- seznam nemških ragbistov
- seznam nemških jamarjev
- seznam nemških judoistov
- seznam nemških kajakašev
- seznam nemških kanuistov
- seznam nemških karateistov
- seznam nemških kolesarjev
- seznam nemških košarkarjev
- seznam nemških lokostrelcev
- seznam nemških namiznih tenisačev
- seznam nemških nogometašev
- seznam nemških nordijskih smučarjev
- seznam nemških odbojkarjev
- seznam nemških padalcev
- seznam nemških plavalcev
- seznam nemških plezalcev
- seznam nemških podvodnih hokejistov
- seznam nemških rokoborcev
- seznam nemških rokometašev
- seznam nemških rolkarjev
- seznam nemških sabljačev
- seznam nemških sankačev
- seznam nemških smučarjev
- seznam nemških strelcev
- seznam nemških šahistov
- seznam nemških tekvondoistov
- seznam nemških tekmovalcev v bobu
- seznam nemških telovadcev
- seznam nemških tenisačev
- seznam nemških vaterpolistov
- seznam nemških veslačev